# Tereza Kučerová
Tereza Kučerová (nascida em 5 de maio de 1964) é uma artista checa.
Nascida em Praga, Kučerová formou-se na Academia de Artes, Arquitetura e Design de Praga, onde estudou de 1982 a 1988 e trabalhou com Miloslav Jágr. Durante a sua carreira, ela trabalhou numa variedade de campos, incluindo artes gráficas, pintura e design. Como figurinista, associou-se a vários filmes e criou diversos desenhos animados, que foram vistos em inúmeros festivais de animação. Ela expôs o seu trabalho na República Checa.
Kučerová juntou-se à Associação Hollar de Artistas Gráficos Checos em 2016. Duas litografias de 1993 a cores, Pani B e Rust são propriedade da National Gallery of Art.